# قلعه برکوه
قلعه برکوه مربوط به دوره صفویه ـ دوره قاجاریه است و در شهرستان سربیشه، بخش مرکزی، دهستان مومن‌آباد، داخل روستای برکوه واقع شده و این اثر در تاریخ ۸ بهمن ۱۳۸۵ با شمارهٔ ثبت ۱۷۰۶۲ به عنوان یکی از آثار ملی ایران به ثبت رسیده است.